# Ruczji (rejon diedowiczski)
Ruczji (ros. Ручьи) – wieś (ros. деревня, trb. dieriewnia) w zachodniej Rosji, w wołoscie Pożeriewickaja (osiedle wiejskie) rejonu diedowiczskiego w obwodzie pskowskim.

## Geografia
Miejscowość położona jest przy drodze regionalnej 58K-119 (Sorokino – Wybor), 20,5 km od centrum administracyjnego osiedla wiejskiego (Pożeriewicy), 33,5 km od centrum administracyjnego rejonu (Diedowiczi), 97 km od stolicy obwodu (Psków).
W granicach miejscowości znajdują się ulice: Mirnaja, Zielonaja.

## Demografia
W 2010 r. miejscowość zamieszkiwało 10 osób.